# Lichtensia carissae
Lichtensia carissae är en insektsart som först beskrevs av Charles Kimberlin Brain 1920.  Lichtensia carissae ingår i släktet Lichtensia och familjen skålsköldlöss. Inga underarter finns listade i Catalogue of Life.